# Je ce credevo
Je ce credevo è un singolo del rapper italiano Luchè, pubblicato il 21 giugno 2018 come primo estratto dal quarto album in studio Potere.

## Descrizione
Il brano, prodotto da D-Ross, è l'unico del disco eseguito in dialetto napoletano.

## Tracce
1. Je ce credevo – 3:22